# Formichimere
Le Formichimere (キメラアント?, Kimeraanto) sono una forma vivente ibrida tra insetti e altri animali facente parte del manga e anime Hunter × Hunter, scritto e disegnato dal mangaka Yoshihiro Togashi.

## Caratteristiche generali
Le formichimere sono degli animali estremamente pericolosi che provengono dal Continente Oscuro e le cui caratteristiche variano a seconda della generazione: il particolare sistema riproduttivo della regina, detto "incrocio dietetico", permette infatti di trasmettere alla prole le caratteristiche di quanto viene mangiato, pertanto migliore è il cibo ingerito più forti saranno le formichimere che nasceranno. La regina stessa, quando trova razze con caratteristiche utili, se ne ciba fino a causarne l'estinzione; le formichimere sono anche definite "formica gourmet" in quanto ognuna ha differenti gusti alimentari.
La società delle formichimere è estremamente gerarchica e al vertice c'è la regina, servita dalle tre guardie reali; esse, a loro volta, comandano circa trentasei comandanti di divisione, che a loro volta sono a capo di quattro o cinque comandanti di squadra. Le formichimere nate più tardi occuperanno un posto sociale e saranno dotate di una forza più elevati nella colonia. Una volta formata la colonia, la regina si dedica alla nascita del Re, che ha il compito di dare alla luce a sua volta un'altra regina per ricominciare il ciclo. Dopo la nascità del re le guardie reali sono tenute a seguire unicamente i suoi ordini.
Dall'incrocio con gli esseri umani le formichimere sviluppano capacità intellettive notevoli, il linguaggio umano e una sorta di comunicazione telepatica fra loro stesse e con la regina; tuttavia questa eventualità comporta anche degli effetti negativi generalmente assenti come la possibilità di provare sentimenti di ribellione e, in alcuni casi, di conservare alcuni o tutti i ricordi delle loro passate vite da umani. Anche l'aspetto delle formichimere incrociate con gli umani varia a seconda di quando sono nate, infatti le prime hanno un aspetto più animalesco mentre le ultime (come le guardie reali e il re) hanno fattezze fortemente umanoidi.

## Famiglia reale

### Regina
La Regina (女王?, joō) è la prima formichimera ad apparire nella serie. Nonostante le formichimere difficilmente superino le dimensioni di dieci centimetri, una mutazione ha portato la regina a un'altezza di circa due metri.
Appare per la prima volta quando, ferita, viene trasportata dalle onde del mare sull'isola che ospita la nazione di Neo Green Life. Secondo quanto detto da Ging, la regina vi giunse dal Continente Oscuro e il ritrovamento di un suo arto mette in allarme i governi locali e l'Associazione Hunter, che avviano subito una ricerca.
Guidata dal suo istinto e dal suo unico obbiettivo, partorire il re più forte di sempre, la regina comincia a nutrirsi di pesci e piccoli animali per recuperare le forze. A questo primo stadio è in grado di mettere al mondo le formichimere soldato, che le assicurano un costante afflusso di cibo e una base difensiva su cui fondare la colonia. Successivamente sviluppa una particolare predilezione per la carne umana, che le consente di dare alla luce chimere più forti e intelligenti. Terminati questi preparativi si rintana nel formicaio per dedicarsi esclusivamente alla gravidanza. Viene ferita mortalmente dalla nascita prematura del figlio, che è talmente impaziente di nascere da non curarsi nemmeno della salute della madre, lasciata agonizzante subito dopo il parto. L'ultimo pensiero della regina va però proprio a lui quando, prima di morire, rivela ai suoi sudditi il nome scelto per il re: Meruem.

### Meruem
Meruem (メルエム?, Meruemu) è il figlio della regina delle formichimere e quindi Re della sua razza. Sua madre lo ha dato alla luce con l'intenzione di generare un discendente perfetto, superiore a tutti gli altri appartenenti alla specie, ma il suo amore si rivelerà non ricambiato in quanto la ucciderà durante il parto squarciandole il ventre. Apprenderà il suo vero nome solo al termine dello scontro con Netero. A differenza delle altre formichimere, Meruem non è nato dalla sacca ventrale delle uova come gli altri, ma dal ventre della regina come un grembo umano.
Una volta nato prende subito possesso della Repubblica di Gorteau Est uccidendo il precedente leader supremo, Diego Masadoru, ma grazie ai poteri di Pitou continuerà a servirsi di lui per spingere i cittadini a riversarsi nella capitale per poterli sfruttare come esercito grazie alla "selezione" in vista della conquista del mondo. Si dimostra subito un sovrano estremamente crudele, non esitando a eliminare non soltanto innumerevoli esseri umani ma anche ogni formichimera che non obbedisca immediatamente e senza controbattere ai suoi ordini per poi divorarla.
In attesa della "selezione" si appassiona ai giochi da tavolo e riunisce vari campioni al suo palazzo per sfidarli e in brevissimo tempo acquista una padronanza eccezionale in qualsiasi gioco a cui si dedichi, cosa che suggerisce che il suo intelletto sia superiore rispetto a quello di un comune essere umano. Dopo avere sconfitto un giocatore lo uccide poiché in futuro non gli sarebbe di nessun'altra utilità. La situazione cambia radicalmente quando affronta la campionessa del mondo del gungi, una ragazza cieca di nome Komugi: in apparenza ingenua e timida, ma estremamente abile nel gioco, la ragazza riuscirà sempre a sconfiggere Meruem il quale, inspiegabilmente, comincia a poco a poco a interessarsi e a preoccuparsi di lei, risparmiandola.
In seguito dell'attacco al castello da parte di Netero e Zeno Zoldick, lo Stormo di Draghi Stellari di quest'ultimo ferisce accidentalmente Komugi: il re la affida quindi alle cure di Neferpitou e, dopo essersi allontanati grazie alla Testa di Drago di Zeno, ingaggia battaglia con il presidente dell'Associazione Hunter. Nel corso dello scontro Meruem mette in mostra una personalità complessa, un ibrido tra l'umano e la formica: il suo intento dichiarato è uccidere tutti gli umani privi di virtù e governare un mondo in cui non esistano confini e discriminazioni tra esseri viventi. Netero capisce che egli oscilla fra la formica e l'uomo e che le due parti non si possono in nessun modo conciliare.
Contro ogni previsione Meruem riesce a sconfiggere Netero, il quale decide di attivare la bomba, chiamata rosa dei poveri, collegata al suo cuore: il re delle formichimere rimane perciò in fin di vita e, per rigenerarsi, si nutre del Nen delle sue guardie Shaiapouf e Menthuthuyoupi, diventando ancora più potente e acquisendo alcune loro abilità. La bomba, tuttavia, non soltanto gli fa perdere la memoria (poi recuperata una volta giunto a palazzo) ma soprattutto lo espone a una dose di radiazioni letali (Chiamato anche "veleno" nell'Anime): rendendosi conto di essere in punto di morte, capisce di volere passare i suoi ultimi momenti insieme a Komugi, chiedendo a Palm dove fosse nascosta senza però mostrare rabbia o crudeltà verso di lei. La personalità di Meruem, infatti, dopo avere recuperato la memoria grazie al nome della ragazza pronunciato da Welfin, cessa di oscillare tra l'uomo e la formica, poiché l'uomo ha preso definitivamente il sopravvento. Meruem, infatti, non si dimostra più spietato, ma compassionevole e gentile. Meruem e Komugi tornano così a giocare a gungi e durante la partita il re chiede alla ragazza di chiamarlo un'ultima volta con il suo vero nome, cosicché possa morire serenamente sul suo grembo, ponendo in questo modo fine alla battaglia tra formichimere e Hunter. Poco dopo anche la ragazza morirà tenendolo per mano. In giapponese è doppiato da Kōki Uchiyama  e in italiano da Federico Viola .
Abilità
L'abilità di Meruem, del tipo della Specializzazione, gli consente di potenziarsi mangiando altri utilizzatori di Nen, divorandone l'aura. Ha un talento incredibile nel combattimento, tanto che persino Netero si mostra fin da subito dubbioso sul poterlo sconfiggere. Grazie alle partite con Komugi ha guadagnato un intuito ai limiti della precognizione, che gli permette per esempio di tenere il passo con l'incredibile velocità dei colpi di Netero. Dopo lo scontro con quest'ultimo, gravemente ferito dall'esplosione della bomba del vecchio Hunter, si nutre dell'energia vitale di Shaiapouf e Menthuthuyoupi riuscendo a rigenerarsi e acquisendo le loro capacità, nelle quali dimostra poi un controllo persino superiore.

## Guardie reali

### Neferpitou
Neferpitou (ネフェルピトー?, Neferupitō), soprannominato Pitou, è una formichimera dalle sembianze di gatto umanoide e il primo delle guardie reali a vedere la luce. È un potentissimo utilizzatore di nen, tanto che lo stesso Netero afferma che potrebbe essere più forte di lui.
Il suo En ha una forma irregolare, diversa dalla solita sferica, ed è in grado di estenderlo fino a due miglia e di mantenerlo senza fatica per ore, il che lo rende il più grande utilizzatore di tale tecnica visto finora (un esperto in media arriva a cinquanta metri e Zeno Zoldick arriva al massimo a trecento). Ha una personalità allegra, si distrae facilmente e ama giocare molto; malgrado il suo modo di fare scherzoso e apparentemente ingenuo, si distingue per la sua forza terrificante e per avere un livello estremo di sadismo, tanto che la sua aura è in grado di paralizzare dal terrore anche Hunter esperti.
Poco dopo la sua nascita dimostra subito la sua potenza eliminando con poco sforzo Kaito, di cui poi conserva e resuscita per poco tempo il corpo grazie ai suoi poteri, e preparandosi per la "selezione"; successivamente, venendo incaricato da Meruem di guarire Komugi, promette a Gon di fare tornare Kaito normale perché il ragazzo aveva minacciato di ucciderlo rischiando di coinvolgere anche la ragazza nello scontro. Una volta scaduto il tempo concessogli dal giovane Hunter, Pitou viene condotto nel luogo in cui era imprigionato Kaito, ma una volta arrivati la guardia reale rivela che egli ormai era morto e non poteva più essere riportato indietro. La formichimera si appresta quindi a uccidere Gon, ritenuto un possibile pericolo per il re, ma lo shock per la morte dell'allievo di suo padre porta il giovane a imporsi la condizione di rinunciare al Nen e alla sua vita per ottenere il potere necessario a uccidere Pitou: la forza così ottenuta si rivela immensamente superiore a quella della guardia reale la quale, pur riuscendo a tranciargli il braccio destro, viene barbaramente uccisa da Gon. È doppiato da Ayumi Fujimura e in italiano da Beatrice Maruffa.
Abilità
Le sue abilità, del gruppo della Specializzazione, coinvolgono l'utilizzo di pupazzi, che controlla attraverso la sua coda: uno di essi è denominato Riparagiocattoli e ha il potere di curare ferite anche gravi; esso non può tuttavia muoversi dalla posizione in cui inizialmente è stata evocata ed è collegata alla coda di Pitou, cosa che ne limita il raggio di movimento a venti metri. Sempre grazie a questa abilità si dimostra in grado di utilizzare i corpi di persone vive o morte come delle vere e proprie marionette poste sotto il suo potere.
Il secondo pupazzo usato da Pitou si chiama Terpsichora e consiste nell'affinare al massimo tutte le capacità fisiche di Pitou, rendendo il suo corpo ancora più letale. Dal momento dell'attivazione a quello in cui sferrare l'attacco successivo trascorre a malapena un decimo di secondo. Pitou usa questa tecnica tre volte. La prima contro Netero, ma senza la possibilità di impiegarla perché viene colpito dall'anziano hunter prima ancora di potere sferrare l'attacco; la seconda contro Gon, ma egli riesce a schivarlo facilmente; la terza e ultima avviene dopo che quest'ultimo lo ha ucciso. Infatti la sua volontà di proteggere Meruem è tale da fare sprigionare il suo nen dopo la morte, e quindi con vigore molto maggiore rispetto a prima, attivando tale potere e consentendo al suo corpo decapitato di continuare la lotta, strappando un braccio a Gon, ma il giovane riesce poi a eliminarlo definitivamente.

### Shaiapouf
Shaiapouf (シャウアプフ?, Shauapufu), soprannominato Pouf, è una guardia reale dalle sembianze di farfalla umanoide. È il più calmo e intelligente delle tre guardie, sebbene sia estremamente emotivo in tutto ciò che riguarda il re.
Fin da subito vede Komugi come una minaccia per il re e decide di ucciderla; tuttavia, quando è sul punto di attaccarla, comprende che così facendo negherebbe al re la possibilità di sconfiggerla a gungi e pertanto desiste. Dopo lo scontro con gli Hunter a palazzo si appresta a raggiungere il re, impegnato nello scontro con Netero, giungendovi assieme a Youpi solo quando la bomba del vecchio Hunter è già esplosa riducendo in fin di vita Meruem: per salvarlo i due non esitano a donargli buona parte delle loro forze. Dopo avere tentato inutilmente di impedire al re di ricordarsi di Komugi morirà a causa delle radiazioni velenose rilasciate dall'ordigno, con il quale è entrato in contatto proprio a causa di Meruem. È doppiato da Wataru Hatano.
Il Nen di Pouf rientra nella Manipolazione, dispone di due abilità una si chiama Belzebù e gli permette di scindere il suo corpo in frammenti minuscoli che gli danno numerosi vantaggi, come la rigenerazione o trasformare il suo aspetto esteriore e la sua voce; l'unica limitazione posta a tale potere consiste nel fatto che il frammento che controlla tutti gli altri non può in nessun caso essere più piccolo delle dimensioni di un'ape. I suoi cloni sono praticamente impossibili da disintegrare, poiché se colpiti non fanno altro che decomporsi a livello microscopico per poi riformarsi, tuttavia Killua è riuscito a vanificare questa capacità sfruttando l'elettricità. Essendo formati dalle cellule di Pouf, infatti, usando il calore dell'elettricità è possibile fare morire tali cellule, e quindi annientare i cloni. La seconda chiamata Messaggio spirituale lo rende in grado di sondare lo stato d'animo dei nemici spargendo le sue scaglie sulle loro aure, queste scaglie hanno inoltre un potere ipnotico e sedativo.

### Menthuthuyoupi
Menthuthuyoupi (モントゥトゥユピー?, Montutuyupī), soprannominato Youpi, è il terzo membro delle guardie regali. È l'unica chimera a essere frutto di un incrocio tra un umano e un mostro senza alcuna influenza animale. È alto, muscoloso e dalla pelle rossa, con orecchie piatte e schiacciate contro la testa e le zampe inferiori simili a quelle di un satiro.
Possiede la capacità di sviluppare ali, arti e occhi supplementari arrivando a trasformarsi in una mostruosa creatura simile a un gigantesco centauro dotato di falce. Con lo svilupparsi del suo scontro con Morel e i suoi allievi, acquisisce anche la capacità di provocare esplosioni usando la propria rabbia come innesco. La sua personalità è la più semplice tra le tre guardie reali, il che gli permette di godere di una forza immensa che deriva dal suo entusiasmo disinteressato, ma con il tempo matura notevolmente, diventando più furbo e arguto. Nell'affrontarlo Knuckle stima che l'aura di Youpi sia dieci volte più grande di quella di Morel, all'incirca 700.000. È doppiato da Fumihiko Tachiki e in italiano da Dario Oppido.
Dopo lo scontro con gli Hunter si appresta a raggiungere il re, impegnato nello scontro con Netero, ma li raggiunge quando ormai la bomba è già esplosa e rimane quindi avvelenato dalle radiazioni. Dona gran parte del proprio corpo al re in fin di vita ma poco dopo essere ritornato al palazzo muore a causa del veleno.

## Comandanti di divisione

### Alligator
Alligator (ワニ?, Wani) è una formichimera nata dall'incrocio tra un umano e un alligatore. Ha un carattere molto competitivo ma allo stesso tempo anche pigro e goloso. Dopo la morte della Regina è uno dei tanti comandanti di divisione a lasciare il nido per costruirsi un regno tutto suo, risultando uno delle poche formichimere rimaste.

### Brovada
Brovada (ブロヴーダ?, Burobūda) è una formichimera nata dall'incrocio tra un umano e un'aragosta e fa parte della squadra al servizio del Re. Notando un'anomalia negli atteggiamenti di Flutter, riesce a intuire che sotto le sue vesti si cela in realtà Ikalgo e lo attacca senza esitazioni distruggendone il corpo; il polpo, tuttavia, si salva e riesce a sconfiggerlo usando una strategia. Ikalgo non se la sente tuttavia di uccidere la formichimera e la lascia andare per farla tornare a Neo Green Life.
Riaccompagnata Reina al villaggio di sua madre, decide di rimettersi in viaggio; la formica, tuttavia, legatasi a lui, lo invita a rimanere a vivere con lei nel villaggio e Brovada infine accetta, facendo intuire che tra i due sia nata una relazione.

### Colt
Colt (コルト?, Koruto) è la prima formichimera generata dall'incrocio con un essere umano. Nella sua "vita precedente" era infatti il primo bambino mangiato dalla Regina. Ha l'aspetto di un essere umano incrociato con un falco. È la formica che più si prodiga di servire la Regina nel migliore dei modi e che promette di proteggerla. Questo suo atteggiamento è dovuto a reminiscenze del carattere del bambino, che aveva promesso di proteggere la sorella Reina non riuscendoci, infatti viene uccisa assieme al fratello. Quando vede la regina in fin di vita e l'atteggiamento disinteressato del Re che le ha squarciato il ventre, decide di allearsi con gli hunter, a patto che essi si impegnino a salvarla. Arriva addirittura a offrire i propri organi per salvare la regnante, ma non potrà in quanto incompatibili (appartenendo a generazioni diverse è come se non appartenessero neanche alla stessa specie). Dopo la morte della Regina, trova nel suo ventre un secondo bambino, debole e di minuscole dimensioni, proponendosi di accudirlo.
Ben poco ricorda del suo passato da umano, se non i ricordi dei nomi di sua madre e sua sorella. Non è chiaro se in futuro ricorderà della sua vita precedente. È doppiato da Hirofumi Nojima e in italiano da Matteo Liofredi.

### Cheetu
Cheetu (ヂートゥ?, Jītu) è una formichimera nata dall'incrocio tra un umano e un ghepardo. Questa sua natura gli permette di avere un'elevatissima velocità. In seguito alla morte della Regina è una delle formichimere a lasciare il nido per costruirsi un regno tutto suo, ma in seguito si unisce al re. Dopo uno scontro con Morel e Knuckle quest'ultimo gli attacca Potclean che lo seguirà ovunque, ma grazie al potere Jonen di una subordinata di Leol riuscirà a toglierselo.
Il suo primo potere si chiama Guardie e ladri e trasporta per otto ore Cheetu e il suo avversario in uno spazio immaginario creato dalla formichimera stessa e, finché l'avversario non lo tocca o non scade il tempo segnato da un'enorme e indistruttibile clessidra non si può uscire.
Usa questa tecnica contro Morel, il quale riesce a metterlo con le spalle al muro con l'inganno, ma in quel frangente Cheetu manifesta un'ulteriore potere, materializzando una balestra munita di artigli.
Verrà ulteriormente sconfitto, e una volta datosi alla fuga, verrà definitivamente sconfitto una volta partito l'attacco al re.
Avrà infatti per l'occasione ottenuto un nuovo potere, tentando di sfidare Zeno per provarlo, ma dopo diversi rifiuti di quest'ultimo verrà ucciso a tradimento da Silva Zoldick. È doppiato da Motoki Takagi e in italiano da Alberto Franco.

### Leol
Leol (レオル?, Reoru) è uno tra i comandanti di divisione più potenti tra le formichimere, incrocio tra un umano e un leone (anche se l'aspetto è quello di una tigre). Prima della morte della regina era conosciuto come Hagya (ハギャ?, Hagya). In seguito alla morte della sovrana cerca di fondare un regno tutto suo, ma alla fine si unisce al Re sebbene sia intenzionato a usurparlo. A differenza delle altre Formichimere, non ha i ricordi di quando era un umano, ma di quando era un leone.
Il suo potere si chiama Rental pod e materializza una sorta di "ipod" di nen, in grado di prendere in prestito i poteri altrui in cambio di un favore alla controparte, con il dovuto consenso. Una volta effettuato il prestito dovrà strappare una ricevuta emessa tramite il suo potere, dopodiché, per un'ora, avrà accesso al potere in questione. Il rental pod, infine, memorizza i nomi di coloro cui ha ricevuto i prestiti, cancellandoli in caso di relativa morte.
Contro Morel utilizzerà il Tube, un potere rubato a un amico dell'hunter, che lo ucciderà con il suo Deep Purple dopo un duro scontro.

### Peggy
Peggy (ペギー?, Pegī) è nato dall'incrocio tra un essere umano e un pinguino. Nella sua vita passata era il padre adottivo di Meleoron. Viene crudelmente ucciso da Meruem appena dopo la sua nascita, per essersi preoccupato della salute della Regina e non degli ordini del re.

### Meleoron
Meleoron (メレオロン?, Mereoron) è nato dall'incrocio tra un essere umano e un camaleonte, e come un camaleonte ha la capacità di mimetizzarsi, rendendosi così invisibile. In contrasto con le altre formichimere, ha un carattere molto pacifista e non ama combattere. Dopo la morte di Peggy per mano del Re decide di schierarsi dalla parte degli Hunter diventando amico di Gon. Il suo piano è quello di usare la sua abilità per sconfiggere il Re delle formichimere, cercando un partner (che egli renderà invisibile con la sua abilità) che sia in grado di sferrare un colpo mortale al Re. Nel vedere Gon prova un senso di terrore nello scoprire che la sua aura non ha fondo. Da umano il suo nome era Jail (ジェイル?, Jeiru).
Meleoron possiede tre abilità:
- Invisibilità, gli permette di diventare invisibile agli occhi di eventuali osservatori.
- Alibi perfetto, gli consente di non essere assolutamente percepibile in alcun modo, né con l'uso del nen, né tantomeno con il contatto fisico, finché egli trattenga il respiro.
- Complice perfetto, viene attivato se Meleoron tocca con la mano qualcuno con cui ci sia fiducia reciproca nel mentre sta utilizzando Alibi perfetto. Tramite questa abilità concede la stessa capacità di impercebilità al suo complice.

Userà Complice perfetto insieme a Knuckle, e successivamente con Killua, la cui combinazione verrà utilizzata contro Menthuthuyoupi.

### Welfin
Welfin (ウェルフィン?, Werufin), è una formichimera che assomiglia a un lupo umanoide. È un individuo egoista e ipocrita, che cerca di salire la scala sociale del regno assecondando chi è più potente di lui. È molto paranoico, sospettando tutti e tutto intorno a sé stesso. Poco dopo lo scontro con Ikalgo, rivela di avere conservato tutti i ricordi di quando prima era umano, subito dopo il suo risveglio come formichimera. Contrariamente alle aspettative però, ciò lo riempie di disprezzo, in quanto Welfin, non avrebbe voluto ricordare più niente della sua vita passata, raccontando di essere anche lui, come Gyro un orfano vissuto nella miseria e nell'immondizia e che non ha mai avuto affetto dai genitori che lo malmenavano e punivano ogni volta, tanto anche da essere arrivati quasi a ucciderlo. Era molto amico di Gyro e nel tempo in cui si vedevano raccontavano le loro sventure ridendoci sopra e che ciò era l'unica cosa buona che c'era nella miseria in cui vivevano. Welfin ammette di non essere più interessato alla guerra delle formichimere e degli uomini e che la sola cosa che vuole è trovare il suo vecchio amico Gyro che reputa l'unico vero sovrano che vorrebbe servire. In seguito a un incontro con Meruem subisce un tale shock da farlo invecchiare vistosamente e in pochi istanti, perdendo tutti i capelli e i peli della testa, ma non nel resto del corpo. Dopo la morte del re parte con Hina e l'ex ministro Bizeff alla ricerca di Gyro. Da umano il suo nome era Zaikahal (ザイカハル?, Zaikaharu). È doppiato da Daiki Nakamura e in italiano da Alberto Bognanni.
La sua abilità nen è:
- Missileman, una tecnica che gli permette di creare un supporto, che si va a impiantare sul suo dorso e che contiene quattro razzi. Per usare efficacemente la tecnica Werefin deve seguire tre fasi:

1. Scegliere un obiettivo.
2. Caricare un razzo nella forma di una domanda o di un ordine.
3. Lanciare l'attacco.

Se l'obiettivo mente o disobbedisce agli ordini, il razzo viene lanciato in automatico, inseguendo il target ovunque si trovi.
Nel caso il razzo colpisca l'avversario esso rilascia dei millepiedi neri che crescono in base a quanto la vittima reagisca, causandogli una morte orribile. Essi possono essere distrutti solamente se Welfin che li ha lanciati dice la verità. Ciò causa dolore ai millepiedi di nen facendoli infine morire dissolvendosi in fumo.

### Zazan
Zazan (ザザン?) è una formichimera nata dall'incrocio di un essere umano e uno scorpione. La parte superiore del corpo è quello di una donna molto attraente e possiede una coda con tanto di pungiglione. Fa la sua prima comparsa quando stordisce Pokkle con il suo pungiglione. Dopo la morte della Regina si autoproclama nuova regina, fondando una colonia vicino al Ryuseigai e tramite il pungiglione trasforma, con il colpo dell'Iniezione estetica, i suoi prigionieri in obbedienti schiavi. Zazan è estremamente vanitosa e si infuria molto se qualcuno rovina la sua bellezza. Strappandosi la coda può trasformarsi in un orrendo mostro simile a un coccodrillo dalla straordinaria forza e resistenza, capacità che userà come asso nella manica contro Feitan. Tuttavia anche in questa forma viene sconfitta da Feitan che ricorre alla sua abilità Pain packer. È doppiata da Azusa Nakao e in italiano da Rachele Paolelli.

## Comandanti di squadra

### Fratelli Ortho
I fratelli Ortho sono una coppia di formichimere dall'aspetto basato sui pesci, fratello e sorella, che vivono in un lago sotterraneo nella Repubblica di Gorteau Est. Vengono uccisi da Killua. Appartengono alla categoria Nen della Concretizzazione e posseggono l'abilità Gioco mortale (死亡遊戯ダツDEダーツ?). La sorella può evocare sul corpo del nemico un bersaglio impossibile da rimuovere, mentre il fratello può evocare un dardo che colpisce inevitabilmente il bersaglio.

### Flutter
Flutter (フラッタ?, Furatta) è una formichimera dall'aspetto di libellula e un capitano della divisione di Leol. Viene attaccato e ucciso da Knov e il suo corpo usato come travestimento da Ikalgo, prima che venisse distrutto da Brovada.
La sua abilità nen è:
- Super occhio (スーパーアイ?), una tecnica che gli permette di vedere attraverso gli occhi delle libellule che manipola o crea. Utilizzata per le ricognizioni aeree e per spiare i movimenti del nemico.

### Hina
Hina è un capitano agli ordini di Leol dotata del potere nen dell'esorcismo la quale usa per liberare Cheetu da Potclean. Non è ben chiaro come ci riesca anche se da un primo aspetto sembra che divori fisicamente il potere Nen altrui e poi lo tenga nella pancia che si gonfia in base all'intensità del potere Nen per poi digerirlo. Tra le formichimere è quella ad avere un aspetto maggiormente umano.

### Ikalgo
Ikalgo (イカルゴ?, Ikarugo) è una formichimera polpo nella versione italiana viene chiamato Calamaro poiché odia essere chiamato polpo. Inizialmente attaccherà Killua mentre quest'ultimo, cercando di scongiurare la selezione, è inseguito da altre formichimere.
Nello scontro con Killua verrà messo alle strette rischiando di cadere in un lago dove ci sono delle formiche che se attratte dal sapore del sangue non riuscirebbero a trattenersi e verrebbe quindi divorato.
Killua offre a Ikalgo un patto; se gli avesse detto che potere usasse il comandante da cui prendeva ordini gli avrebbe risparmiato la vita.
In un primo momento Ikalgo sembra sul punto di cedere poi con sguardo deciso spiega a Killua che gli sarebbe piaciuto essere calamaro e con un sorriso triste, si taglia il tentacolo che teneva Killua lasciandosi cadere nel lago dicendo che non avrebbe tradito i suoi compagni. Killua con uno dei suoi yo-yo lo afferra prima di cadere e gli dice sorridendo di avere riconosciuto il suo valore e che se le circostanze fossero state diverse sarebbero potuti diventare amici.
Nel contatto telepatico il comandante chiede a Ikalgo se Killua avesse mostrato delle armi, ma egli decide di mentire dicendo che ha sempre combattuto a mani nude. Killua riesce a sconfiggere le formiche ma cade infine a terra rischiando di morire dissanguato. Ikalgo ricambia quindi il favore salvandolo. Dopo quest'evento passerà dalla parte degli hunter e parteciperà al piano d'attacco al re.
La sua abilità è quella di trasformare un tentacolo in un fucile ad aria compressa che spara pulci al posto delle pallottole (state allevate sul corpo che manipola e usa come travestimento). Tali pulci hanno un corpo dalla forma simile a un proiettile e incredibili capacità di salto che aumentano di molto la gittata del fucile; nel caso non in cui non possa usare le pulci può trasformre i suoi tentacoli in proiettili per il suo fucile ma il numero di proiettili che può creare con questo metodo è limitato in quanto può creare un solo proiettile per tentacolo (i suoi tentacoli con il passare del tempo ricrescono). Inoltre è in grado di manipolare e di usare qualsiasi corpo come se fosse un travestimento.

### Pike
Pike (パイク?, Paiku) è una formichimera nata dall'incrocio tra un uomo e un ragno, e come tale può emettere ragnatele tramite le quali blocca i nemici. Fa parte della divisione di Zazan, a cui è estremamente fedele. Appare per la prima volta mentre combatte con il gruppo di Pokul e in seguito partecipa all'invasione del Ryuseigai venendo sconfitto e ucciso da Shizuku.

### Rammot
Rammot (ラモット?, Ramotto) è una formichimera, capitano nella divisione di Colt. Si tratta di un ibrido tra un umano, un coniglio e un volatile. È la prima formichimera a essere attaccata con il nen e a sopravvivere e quindi anche la prima ad assorbirlo e a utilizzarlo in combattimento. I suoi poteri gli vengono involontariamente passati da Gon e Killua in uno scontro che li vede vittoriosi e la formichimera ritirarsi. Inebriato dal potere del nen, pensa di poterlo sfruttare per diventare la formichimera più potente e di diventare lui stesso il re della propria specie, tuttavia gli basterà percepire l'immensa e maligna aura di Neferpitou per rendersi conto di quanto tale desiderio fosse folle. Dapprima terrorizzato da Neferpitou, dopo che quest'ultimo non lo uccide, Rammot diventa assolutamente devoto al Re, affermando con entusiasmo che il suo unico scopo sia servire la guardia reale e il re stesso. Cercherà di vendicarsi su Killua notandolo solo e indifeso nella giungla, ma il giovane, una volta estratto l'ago di Illumi, lo decapita in un istante e gli schiaccia il cranio, uccidendolo.
In italiano è doppiato da Gianluca Izzo

## Soldati

### Bat
Bat è una formichimera dall'aspetto di un pipistrello umanoide appartenente alla divisione di Meleoreon. Insieme a Hollow, combatte contro Gon venendo sconfitta. Appartiene alla categoria Nen dell'Emissione e può generare onde soniche dalla bocca.

### Hollow
Hollow è una formichimera dall'aspetto di un Gufo umanoide appartenente alla divisione di Meleoreon. Insieme a Bat, combatte contro Gon venenedo sconfitto. Appartiene alla categoria Nen del Potenziamento, grazie al quale può aumentare la sua muscolatura assumendo un aspetto più umanoide.

### Koala
Koala è una formichimera nata dall'incrocio fra un koala e un umano. Nella sua vita passata era un assassino professionista con una concezione nichilistica del mondo, ma dopo essere rinato sotto forma di formichimera incomincia a credere nell'esistenza dell'anima. Si unisce in seguito al gruppo di Kaito.

### Gyro
Gyro era un tempo il sovrano dello stato del NGL. Di lui si sa solo il suo passato.
Gyro nacque in un cantiere edile povero. La posizione geografica non è menzionata anche se a giudicare dall'aspetto, sembra essere nato nella terra delle stelle cadenti. Da prima ancora che iniziasse a parlare gli fu insegnato come impastare il cemento e posare i mattoni. Venne cresciuto dal padre che lo considerava di poco conto e che non gli parlava quasi mai. Questo diede difficoltà a Gyro di parlare bene fino ai sette anni. L'unica cosa che gli intimò suo padre fu solo di non dare fastidio alla gente. Gyro che non aveva mai ricevuto un gioco in dono, considerò queste parole come regalo datogli dal padre. Nonostante tutto Gyro gli voleva bene, perché sentiva che il padre aveva bisogno di lui, e i motivi erano che quando aveva cinque anni rischiò di morire a causa di una forte febbre, e che suo padre si era occupato di lui fino a quando non si riprese, e che non gli aveva mai detto di andarsene. Durante la pausa lavoro Gyro raccontò inavvertitamente con un ragazzo più grande di lui il suo segreto. E lui sbeffeggiandolo gli disse che il motivo per cui il padre non gli aveva mai detto di andarsene era perché portava dei soldi a casa. Gyro, sentendosi ferito nell'orgoglio per avere raccontato il suo segreto, aggredì il ragazzo, che lo sbatte a terra raccontando che quando era piccolo era stato il vecchio della casa accanto a prendersi cura di lui, e che aveva litigato con suo padre per il fatto che non lo aiutasse. Il padre disse che non gli importava niente che vivesse o morisse rimanendo nella sua stanza a bere. In quello stesso momento Gyro assistette a qualcosa di inconcepibile: vide suo padre che osservò la scena e se ne andò senza fare niente. Comprendendo che quello che gli disse suo padre di non dare fastidio alla gente era per beneficio suo, non un insegnamento per il figlio, perché se il figlio causa un guaio è il genitore a pagarne le conseguenze. Gyro comprese infine che nessuno provava interesse per lui, e nello stato di vita in cui ha vissuto non si considera più come una persona. Poco tempo dopo Gyro si ribellò, prese un martello e colpì il padre nella sua stanza, raccolse il denaro e scappò via.
Anni dopo fondò il NGL e ne diventò il sovrano, utilizzando lo stato come facciata per le sue attività criminali, come la fabbricazione di droga (tra cui la popolare D²) o il commercio di armi, con l'unico scopo di rovinare il più possibile il mondo. Il suo aspetto da formichimera non viene mostrato. È l'unico tra tutte le formichimere a rifiutarsi di obbedire agli ordini della regina, e a mantenere ogni ricordo di quando era umano per via della sua volontà maligna. Dopo la distruzione del NGL da parte delle formichimere decide di cambiare zona per ricostruire il suo impero. L'autore ha affermato nel manga che lui e Gon sono destinati a incontrarsi in futuro.